# Turritopsis fascicularis
La Turritopsis fascicularis è un idrozoo della famiglia Oceaniidae.

## Descrizione
Sebbene sia stato evidenziato come la  T. fascicularis sia distinta dalla T. nutricula per via delle colonie polisifoniche, ma potrebbe essere conspecifica alla T. dohrnii.

## Distribuzione
La T. fascicularis è stata pescata al largo delle coste della Florida da Fraser, alla profondità di 250m. Si considera che la specie sia estesa a tutto il Golfo del Messico.
Il genere Turritopsis si pensa abbia origini nell'Oceano Pacifico e si è diffuso poi in tutto il mondo, generando specie diverse.